# معركة شامدو
معركة شامدو هي المعركة التي هزم فيها جيش التحرير الشعبي الصيني جيشَ التبت في منطقة تشامدو في 7 أكتوبر 1950 في الحملة التي قادتها بكين لضم التبت إلى جمهورية الصين الشعبية. وأطلقت الصين على هذه العملية  عملية التحرير السلمي للتبت على يد جمهورية الصين الشعبية ولخصت في 17 نقطة ووقعت على يد تينزن غياتسو وأعلنت الصين السيادة الصينية على التبت. بينما أطلقت الإدارة التبتية المركزية (الحكومة المركزية في اكسيل) على هذا الانتداب «غزوا» ، الكونغرس الأمريكي، وعند مركز التحليل العسكري جانيس، ومركز الدراسات العالمية الأساسية أيضا. لأنه وكما تقول هذه المنظمات فإن «التبت لم يكن لها أدنى خيار غير التوقيع على هذا الاتفاق.»